# Satanas (pel·lícula de 1920)
Satanas és una pel·lícula muda en blanc i negre dirigida per F. W. Murnau que es va estrenar el 30 de gener de 1920. Tot i que es tracta d'una pel·lícula perduda, se'n coneixen molts detalls gràcies a que es conserva el guió detallat, redactat per Robert Wiene. Es conserven varies fotografies i la filmoteca de Zaragoza guarda un fragment de 3 minuts de la pel·lícula. La pel·lícula estava dividida en tres episodis ambientats en tres èpoques històriques diferents: l'antic Egipte (titulat "El tirà; una tragèdia de l'època faraònica"), el renaixement (titulat "El príncep; la mort de Lucrecia Borgia" i que segueix la tragèdia de Victor Hugo) i la Revolució Russa (titulat "El dictador; la caiguda d'un anhel popular").

## Repartiment

### Primer episodi
- Conrad Veidt (ermità d'Elu/ Satanàs)
- Fritz Kortner (faraó Amenhotep)
- Margit Barnay (Phahi, una de les dones del faraó)
- Ernst Hofmann (Jorab)
- Sadjah Gezza (Nuori, l'arpista)

### Segon episodi
- Conrad Veidt (Gubetta/ Satanàs)
- Kurt Erhle (Gennaro)
- Elsa Berna (Lucrecia Borgia)
- Ernst Stahl-Nachbauer (Alfonso d'Este)
- Jaro Fürth (Rustinghella)

### Tercer episodi
- Conrad Veidt (Waldemar Grodski/Satanàs)
- Martin Wolfgang (Hans Conrad)
- Marija Leiko (Irene)
- Elsa Wagner (mare de Conrad)
- Max Kronert (pare de Conrad)

## Argument
Satanàs, l'àngel caigut, pateix per la pèrdua de la llum. Ell implora i discuteix amb Déu, però Déu confirma la condemna: "Està maleït fins que una persona, una sola persona, treu alguna cosa del mal". Satanàs recorre el temps i l'espai, en el seu intent de fer el bé. La pel·lícula ens porta a tres moments diferents de la història de l'home en les que el protagonista representa una encarnació diferent del tirà.

### Episodi 1: “El tirà”
El faraó Amenhotep està enamorat de Nuori, una jove esclava arpista. Nuori usa la seva influència per tal que el faraó nomeni Jorab, la persona de qui està enamorada, inspector dels seus jardins, fent veure que és el seu germà. Malgrat això, Jorab estima una altra noia que va conèixer quan encara era un pastor. Elu, l'ermità, l'únic que pot interpretar els somnis del faraó, rebutja qualsevol recompensa pels seus serveis però demana poder ser present en una de les audiències del faraó com a jutge. Durant el judici, Amenhotep perdona a una adúltera però Elu l'adverteix que abans de l'alba ell podrà demostrar que és millor jutge.

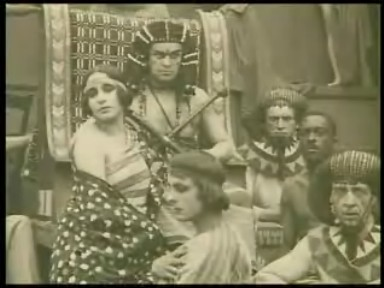
Fotograma del primer episodi, Amenhotep, Nouri i Jorab

Quan era petita, Nuori va veure com una dona salvava la seva mare de Nuori. Nuori havia promès a la seva mare que es dedicaria a aquella dona, la qual podria reconèixer per un fermall amb una figura de la deessa Phta. Ara, ella demana ajuda a l'ermità perquè trobi aquesta dona, la qual ella no sap que és una de les esposes del faraó. L'ermità recomana a Nuori que si la vol trobar demani al faraó la clau que porta penjada del seu coll. Aquesta obra set portes i darrere l'última trobarà la dona que busca. Nuori, al llit amb l'emperador, aconsegueix que aquest li cedeixi la clau però mentrestant, l'ermità porta Jorab darrere les set portes fins a la cambra de Phahi, l'esposa ignorada pel faraó i que resulta ser la dona que ell ha estimat sempre.
Nouri plora quan troba Phahi en braços de Jorab i en aquell moment també apareix el faraó. Els dos adúlters són sentenciats a morir abans de l'alba. Deixada sola amb ells, Nori reconeix Phahi pel seu fermall com la dona que va salvar la seva mare. Cobreix Phahi amb la capa reial que li ha donat el faraó, perquè així es pugui escapar. Ella no ho fa tant per salvar Phahi sinó per morir junt amb Jorab. Els botxins se’ls enduen tots dos a l'alba i li ella demana Jorab que li digui el nom de la seva amant per tal de tenir-lo als llavis en el moment de morir. El faraó troba Phahi i esdevé foll de dolor.
L'ermità es converteix en l'àngel caigut i travessa el palau atropellant diversos mortals despreocupadament, sap que allà no trobarà la seva salvació.

### Episodi 2: "El príncep"

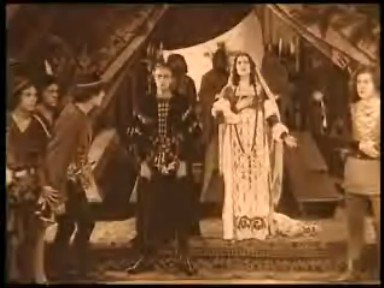
Fotograma del segon episodi, Lucrezia Borgia

El nom de Lucrezia Borgia és odiat i temut arreu d'Itàlia. Ella només estima el seu fill, nascut en secret fora del matrimoni i que ignora la identitat de la seva mare. Lucrezia confia en Gubetta, un espanyol elegant i misteriós que l'acompanya de Ferrara a Venècia per tal que pugui veure el seu fill almenys una vegada en la seva vida.
Ella pot veure el seu fill, Gennaro, en un ball de màscares. Gennaro també la veu a ella un moment que no porta màscara i en queda perdudament enamorat. El rumor que Lucrezia Borgia és en el ball corre per la sala. Cinc dels amics de Gennaro el busquen i el troben en braços d'una jove emmascarada. Li treuen la màscara, reconeixen Lucrezia i l'acusen d'adúltera, assassina i incestuosa. Ells s'espanta que el seu fill hagi sentit aquestes acusacions i jura que es venjarà.
Gubetta atrau els cinc amics a un àpat a palau i també convida secretament a Gennaro. Lucrezia els prepara un vi enverinat però abans que se'ls serveixi, Gubetta pregunta Lucrezia si realment vol posar fi a la vida de cinc joves. Cega de ràbia, Lucrezia assenteix. Gennaro, que no s'adona del que està passant fins que és massa tard, apunyala la seva mare fins a la mort i Satanàs sucumbeix de nou a la maledicció.

### Episodi 3: "El dictador"

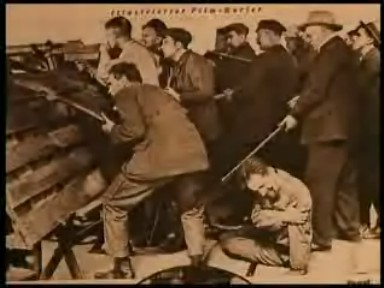
Fotograma del tercer episodi, el dictador.

El jove poeta Hans Conrad viu a Zurich treballant i escrivent. Un dia coneix Waldemar Grodski, un revolucionar rus que els seus ulls llueixen de fanatisme. Grodski el persuadeix d'abraçar la causa comunista. Quan esclata la revolució russa, es desplaça amb Grodski al seu poble natal a Alemanya esperant esdevenir el campió dels oprimits. Es posa al capdavant dels revolucionaris del seu poble que l'escullen com a líder i s'apodera del castell. Hans considera que és difícil mantenir el poder que ha rebut sense recórrer a la violència i el vessament de sang; queda horroritzat per com de diferents són els seus somnis i la realitat: Al principi s'oposa a la violència però a poc a poc, consellat per Grodski, va signant ordres que cada vegada esdevenen més brutals. Dues de les primeres víctimes en l'esclat de la lluita són els seus pares. El jove queda destrossat, però Grodski l'estimula a continuar.
Sense que Grodski ho sàpiga, Hans està casat secretament amb Irene, una jove que no sospita qui és realment Hans. Els contrarevolucionaris acorden que han de matar a Hans, el dictador, i per això, una noia s'ofereix voluntària per assassinar-lo, ja que coneix un passatge secret que condueix a la cambra del castell on dorm Hans. Els revolucionaris s'assabenten del pla per assassinar Hans i aquest posa uns guardes al l'entrada del túnel. Es tracta d'Irene. Quan comprenen què està passant apareix Grodski que li fa veure que l'ha de fer executar per tal que no esdevingui un exemple per a d'altres i que podria perdre el poder. Hans tria el poder a l'amor i Irene és afusellada. Grodski es transforma en Satanàs, per horror de Hans, quan s'adona que de nou ha fracassat.

## Producció
Es tracta de la segona pel·lícula de Murnau. Aquesta va ser filmada als estudis Bioscop-Atelier Neubabelsberg a Berlín. Murnau va introduir pocs canvis en el script de Wiene, per una banda, com a inici i cloenda, Satanàs obria i tancava una cortina abans i després de cada episodi. També, en la seqüència de la revolució Murnau va canviar algunes imatges més convencionals suggerides per Wiene i va donar més vida a la lluita de les barricades.
L'estructura de la pel·lícula veu clarament de la influència de Intolerance de D.W. Griffith i aquest a la vegada és una clara influència per a Blade af Satans Bog (1920) de Carl Theodor Dreyer, Der Müde Tod (1921) de Fritz Lang o Das Wachsfigurenkabinett (1924) de Paul Leni.